# سكر برة (فلم)
سكر برة فيلم كوميدي مصري من إنتاج سنة 2017. الفيلم من إخراج أحمد عبد الله صالح، وتأليف محمد الدرة، ومن بطولة أميرة هاني، وإسلام جمال، وخالد عليش، وندى رحمي، وإسراء عبد الفتاح.

## ملخص القصة
- يجتمع مجموعة من الأصدقاء خلال حفل زفاف يتم دعوتهم إليه جميعهم بعد سنوات طوال من الفراق، وخلال حفل الزفاف تقع المفاجأة بوجودهم جميعهم معًا في الحفل، وخلال الحفل يقع حدث محوري يغير من مسار الليلة وحيوات الأصدقاء المدعوين.

## طاقم التمثيل
- أميرة هاني
- إسلام جمال
- خالد عليش
- ندى رحمي
- إسراء عبد الفتاح
- هناء الشوربجي
- بدرية طلبة
- إبرام سمير
- حامد الشراب
- حمدي السخاوي
- صلاح لالا
- مازن عبد اللطيف
- منير مكرم
- ندى كوكيتا
- صلاح عبد الله
- برنسة عبد الغني
- إحسان الترك
- وفاء السيد
- صابر الباسوسي
- أسما الشال
- هدى هاني
- نادية عباس
- مروان عرفان
- هاني عادل
- إيهاب ناصر

## إنتاج
- كتب محمد الدرة قصة وسيناريو الفيلم وكان الفيلم من إخراج أحمد عبد الله صالح ، المنتج خالد أبو زيد